# Glenanthe ochracea
Glenanthe ochracea är en tvåvingeart som först beskrevs av Oldenberg 1923.  Glenanthe ochracea ingår i släktet Glenanthe och familjen vattenflugor.
Artens utbredningsområde är Tyskland. Inga underarter finns listade i Catalogue of Life.